# Gelasmodes fasciata
Gelasmodes fasciata là một loài bướm đêm trong họ Geometridae.